# シュロモー・イブン・アデレト
シュロモー・ベン・アブラハム・イブン・アデレト（ヘブライ語: שלמה בן אברהם אבן אדרת‎、Shlomo ben Avraham ibn Aderet、1235年 - 1310年）は、中世のラビ、ハラーヒスト、タルムーディスト。ラビ・シュロモー・ベン・アブラハム（Rabbi Shlomo ben Avraham）の頭字語を取ってラシュバ（Rashba、רשב״א）とも呼ばれている。